# Sudamericano Femenino 1995
Navigation
Édition précédente Édition suivante
Le Sudamericano Femenino 1995 est la deuxième édition du Sudamericano Femenino. Il se déroule du 8 au 22 janvier 1995 dans la ville d'Uberlândia au Brésil.
Le tournoi sert également à désigner l'équipe Sud-américaine qui participe à la Coupe du monde de football féminin 1995. Le Sudamericano comporte deux tours. Les cinq équipes participantes se retrouve dans un groupe unique sur le modèle d'un tournoi toutes rondes. À l'issue de la dernière journée, les deux premières au classement disputent une finale. Le vainqueur remporte le Sudamericano et se qualifie pour la Coupe du monde.

## Villes et stades retenus
| \| Uberlândia \| | Uberlândia              |
| ---------------- | ----------------------- |
| \| Uberlândia \| | Estádio Parque do Sabiá |
| \| Uberlândia \| | Capacité: 53 350        |
| \| Uberlândia \| |                         |
| Uberlândia       |                         |

## Équipes participantes
Cinq équipes nationales de football affiliées à la CONMEBOL y participent.
| Équipes participantes | Équipes participantes | Équipes participantes | Équipes participantes | Équipes participantes |
| --------------------- | --------------------- | --------------------- | --------------------- | --------------------- |
| Argentine             | Bolivie               | Brésil                | Chili                 | Équateur              |

## Poule unique
|   | Equipe    | Pts | J | G | N | P | Bp | Bc | Diff |
| - | --------- | --- | - | - | - | - | -- | -- | ---- |
| 1 | Brésil    | 12  | 4 | 4 | 0 | 0 | 42 | 1  | +41  |
| 2 | Argentine | 9   | 4 | 3 | 0 | 1 | 18 | 9  | +9   |
| 3 | Chili     | 4   | 4 | 1 | 1 | 2 | 14 | 9  | +5   |
| 4 | Équateur  | 4   | 4 | 1 | 1 | 2 | 9  | 21 | -12  |
| 5 | Bolivie   | 0   | 4 | 0 | 0 | 4 | 1  | 44 | -43  |

| 8 janvier 1995 | Brésil | 13–0 | Équateur | Estádio Parque do Sabiá, Uberlândia |  |
|                |        |      |          |                                     |  |

|  | Chili | 11–0 | Bolivie | Estádio Parque do Sabiá, Uberlândia |  |
|  |       |      |         |                                     |  |

| 10 janvier 1995 | Brésil | 6–1 | Chili | Estádio Parque do Sabiá, Uberlândia |  |
|                 |        |     |       |                                     |  |

|  | Argentine | 5–1 | Équateur | Estádio Parque do Sabiá, Uberlândia |  |
|  |           |     |          |                                     |  |

| 12 janvier 1995 | Argentine | 12–0 | Bolivie | Estádio Parque do Sabiá, Uberlândia |  |
|                 |           |      |         |                                     |  |

|  | Chili | 2–2 | Équateur | Estádio Parque do Sabiá, Uberlândia |  |
|  |       |     |          |                                     |  |

| 14 janvier 1995 | Brésil | 8–0 | Argentine | Estádio Parque do Sabiá, Uberlândia |  |
|                 |        |     |           |                                     |  |

|  | Équateur | 6–1 | Bolivie | Estádio Parque do Sabiá, Uberlândia |  |
|  |          |     |         |                                     |  |

| 18 janvier 1995 | Brésil | 15–0 | Bolivie | Estádio Parque do Sabiá, Uberlândia |  |
|                 |        |      |         |                                     |  |

|  | Argentine | 1–0 | Chili | Estádio Parque do Sabiá, Uberlândia |  |
|  |           |     |       |                                     |  |

## Finale
| 22 janvier 1995 | Brésil | 2–0 | Argentine | Estádio Parque do Sabiá, Uberlândia |  |
|                 |        |     |           |                                     |  |